# The Courage of the Commonplace
The Courage of the Commonplace est un film muet américain réalisé par Rollin S. Sturgeon et sorti en 1913.

## Synopsis
La fille aînée d'un fermier aide sa mère du matin au soir pour nourrir ses nombreux frères et sœurs en rêvant secrètement d'aller étudier l'art au collège . Elle économise péniblement sou par sou pour payer son inscription. Hélas, ses espoirs s'évaporent quand le cheval de labour meurt et doit être remplacé pour la prochaine moisson...

## Fiche technique
- Titre original : The Courage of the Commonplace
- Réalisation : Rollin S. Sturgeon
- Scénario : William E. Wing
- Société de production : Vitagraph Company of America
- Durée : 13 minutes
- Date de sortie : États-Unis : 1er août 1913

## Distribution
- Charles Bennett : John Cameron - fermier
- Mary Charleson  : Bessie Cameron - sa fille ainée
- Myrtle Gonzalez : Julia Cameron - fille plus jeune
- Edwin August : l'amoureux de Julia, un travailleur agricole
- Loyola O'Connor : la mère Cameron